# Square Honoré-Champion

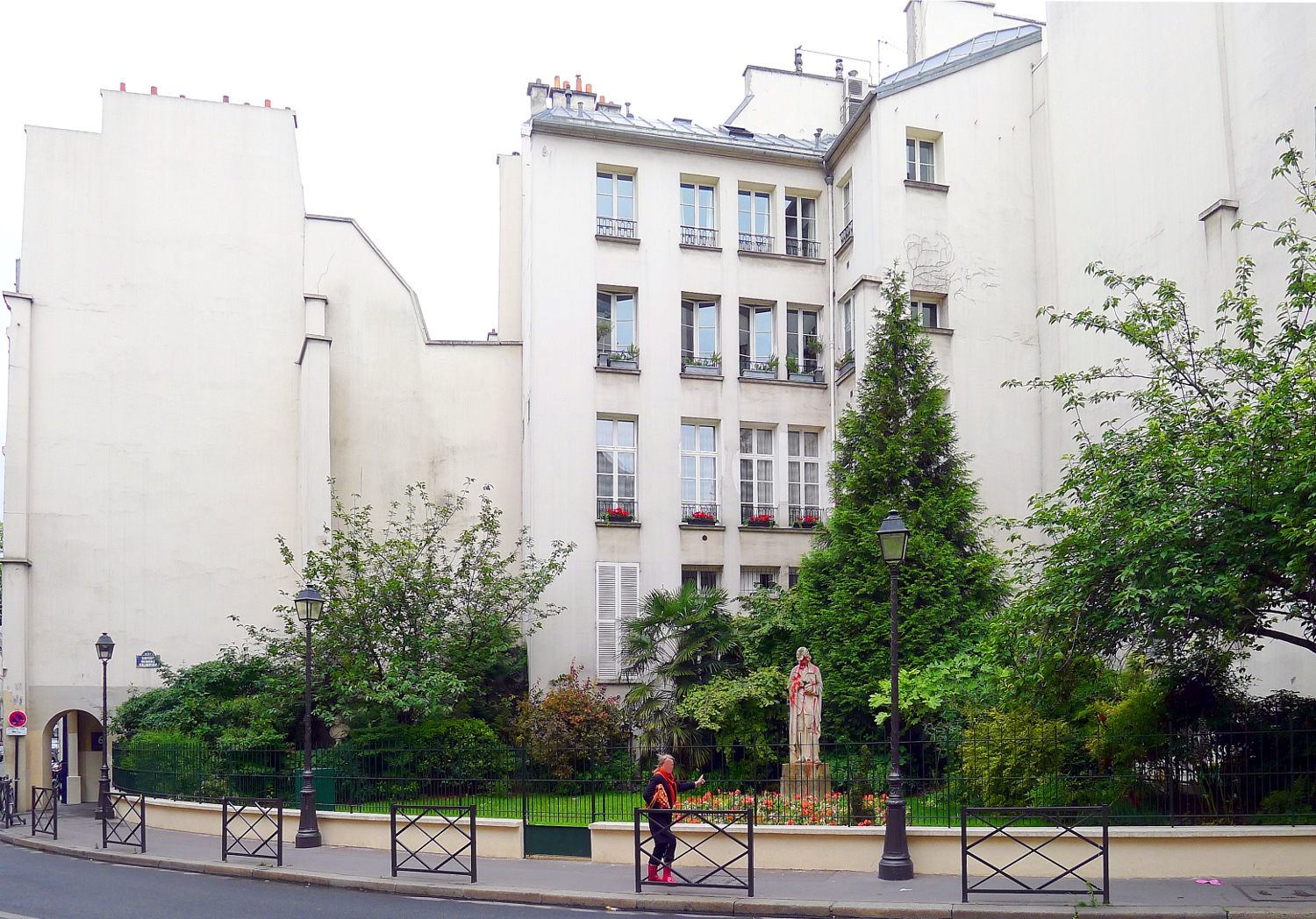
Square Honoré-Champion.

La square Honoré-Champion es junto a la Square Gabriel-Pierné, una de las dos plazas ajardinadas situadas detrás del Instituto de Francia, en el VI Distrito de París .
Tiene una extensión aproximada de 400 m². 
En el jardín se encuentra una estatua en piedra de Voltaire, encargada tras la Segunda Guerra Mundial por el Estado francés, al escultor Léon-Ernest Drivier. Originalmente debía haber sido colocada en el quai Malaquais (fr:) sustituyendo la de Joseph-Michel Caillé que fue destruida en 1941-1942.
Aunque existen diferentes anotaciones acerca de su instalación en la square Honoré-Champion está presente desde 1962, así como un busto de piedra representando a Montesquieu (1689-1755), obra de Félix Lecomte (1737-1817). Esta es la estatua de la República para sustituir a la de Caille en 1992.
Abierto en 1947, lleva el nombre del editor Honoré Champion.

## Situación
Rue de Seine, VI Distrito de París.
Situado en las coordenadas: 48°51′26.50″N 2°20′10.48″E / 48.8573611, 2.3362444
Retirado de las estaciones de Metro. La más próxima es:
 -  Línea 7 - Pont Neuf.